# Dixmude (L9015)
«Діксмюд» (фр. Dixmude (L9015) — військовий корабель, універсальний десантний корабель-вертольотоносець класу «Містраль» ВМС Франції.

## Історія створення
«Діксмюд» був закладений 18 квітня 2009 року. Спущений на воду 17 вересня 2010 року, 27 грудня 2012 року увійшов до складу ВМС Франції. На відміну від двох своїх кораблів-близнюків «Містраль» і «Тонер», платформа «Діксмюд» була повністю побудована компанією Alstom Marine-Chantiers de l'Atlantique у Сен-Назері. Корабель спустили на воду на кілька місяців раніше запланованого терміну.

## Історія служби
У січні 2013 року «Діксмюд» брав участь в операції «Сервал», переправивши підрозділи 92-го піхотного полку до Малі. У квітні 2016 року було оголошено, що «Діксмюд» братиме участь у англо-французьких військових навчаннях CJEX.
У липні 2018 року корабель пришвартувався в порту Хайфи, Ізраїль, для спільних навчань із ВМС Ізраїлю.
У жовтні 2018 року французький гелікоптер NH90 розбився під час зльоту, коли швартовні кріплення залишилися прив'язаними, і це пошкодило польотну палубу. Аварія сталася вночі, 4 людини постраждали, 1 потребувала медичної евакуації.
У квітні 2020 року «Діксмюд» діяв у складі об'єднаної військово-морської групи Великої Британії, Франції та Нідерландів у відповідь на пандемію COVID-19 на заморських територіях у Карибському басейні. «Аргус» також був присутній як зобов'язання Великої Британії підтримувати Британські заморські території разом з «Медвей» як сторожовий корабель Карибського моря.
У лютому 2023 року «Діксмюд» отримав завдання здійснити довготривалий похід по всьому світу у супроводі фрегата «Лафаєтт». Місія передбачала участь корабля у серії навчань і заходи в порти на шляху його руху, включно з кількома французькими заморськими територіями. Для розгортання «Діксмюд» брав на борт один із нових десантних кораблів EDA-S, а також один десантний корабель EDA-R і CTM. Два судна повернулися до Тулона в липні.
У листопаді 2023 року «Діксмюд» відправився в Ель-Аріш, Синай, Єгипет; служити плавучим госпіталем для надання допомоги жителям Гази в результаті війни, що розпочалася між ХАМАСом та Ізраїлем у секторі Газа. Його вертолітний майданчик також дозволяє проводити аеромедичну евакуацію. До кінця січня 2024 року близько 1000 пацієнтів пройшли лікування на борту французького військового корабля, який став плавучим польовим госпіталем.
У жовтні 2024 року «Діксмюд» був направлений до узбережжя Лівану для підготовки до евакуації західних громадян від інтенсивного бомбардування Ізраїлю та вторгнення до Лівану на фронті Хезболли та Ізраїлю у війні в Газі.